# Liste von Terroranschlägen in der Demokratischen Republik Kongo
Die Liste von Terroranschlägen in der Demokratischen Republik Kongo beinhaltet eine Übersicht über in der Demokratischen Republik Kongo verübte Terroranschläge.
Zur großen Übersicht siehe Liste von Terroranschlägen.

## Erläuterung
In der Spalte Politische Ausrichtung ist die politische bzw. weltanschauliche Einordnung der Täter angegeben: faschistisch, rassistisch, nationalistisch, nationalsozialistisch, sozialistisch, kommunistisch, antiimperialistisch, islamistisch (schiitisch, sunnitisch, deobandisch, salafistisch, wahhabitisch), hinduistisch. Bei vorrangig auf staatliche Unabhängigkeit oder Autonomie zielender Ausrichtung ist autonomistisch vorangestellt, gefolgt von der Region oder der Volksgruppe und ggf. weiteren Merkmalen der Täter: armenisch, irisch (katholisch), kurdisch, tirolisch, tschetschenisch, dagestanisch, punjabisch (sikhistisch), palästinensisch.
Die Opferzahlen der Anschläge werden farbig dargestellt:

Die Zahl bei den Anschlägen getöteter/verletzter Täter ist in Klammern ( ) gesetzt.

## 1998
| Datum/Beginn    | Ort      | Artikel/Quelle | Täter                 | Politische Ausrichtung | Mittel       | Ziel                | Tote | Verletzte | Hintergrund |
| --------------- | -------- | -------------- | --------------------- | ---------------------- | ------------ | ------------------- | ---- | --------- | ----------- |
| 24. August 1998 | Sud-Kivu | [ 1 ]          | Banyamulenge-Rebellen |                        | Schusswaffen | Katholische Mission | 37   | 0         |             |

## 2003
| Datum/Beginn   | Ort       | Artikel/Quelle | Täter             | Politische Ausrichtung | Mittel       | Ziel              | Tote | Verletzte | Hintergrund          |
| -------------- | --------- | -------------- | ----------------- | ---------------------- | ------------ | ----------------- | ---- | --------- | -------------------- |
| 25. April 2003 | Orientale | [ 2 ]          | Lendu-Extremisten |                        | Schusswaffen | Stammesmitglieder | 60   |           | Konflikt im Ostkongo |
| 16. Juni 2003  | Orientale | [ 3 ]          | Lendu-Extremisten |                        | Stichwaffen  | Zivilisten        | 70   |           | Konflikt im Ostkongo |

## 2007
| Datum/Beginn | Ort               | Artikel/Quelle | Täter           | Politische Ausrichtung | Mittel      | Ziel       | Tote | Verletzte | Hintergrund          |
| ------------ | ----------------- | -------------- | --------------- | ---------------------- | ----------- | ---------- | ---- | --------- | -------------------- |
| 19. Mai 2007 | Beni              | [ 4 ]          | vermutlich FDLR | hutu-nationalistisch   |             | Konvoi     | 3    | 20        | Konflikt im Ostkongo |
| 27. Mai 2007 | Katanga (Provinz) | [ 5 ]          | FDLR            | hutu-nationalistisch   | Stichwaffen | Zivilisten | 17   | 28        | Konflikt im Ostkongo |

## 2008
| Datum/Beginn      | Ort | Artikel/Quelle          | Täter | Politische Ausrichtung | Mittel                                    | Ziel                                 | Tote | Verletzte | Hintergrund  |
| ----------------- | --- | ----------------------- | ----- | ---------------------- | ----------------------------------------- | ------------------------------------ | ---- | --------- | ------------ |
| 24. Dezember 2008 |     | Weihnachtsmassaker 2008 | LRA   | christlich             | Äxte, Macheten, Brandstiftung, Entführung | Weihnachtskonzert, Kirche(n), Dörfer | 860+ |           | LRA-Konflikt |

## 2009
| Datum/Beginn       | Ort        | Artikel/Quelle      | Täter                               | Politische Ausrichtung | Mittel                                | Ziel                                                 | Tote | Verletzte | Hintergrund          |
| ------------------ | ---------- | ------------------- | ----------------------------------- | ---------------------- | ------------------------------------- | ---------------------------------------------------- | ---- | --------- | -------------------- |
| 02. Januar 2009    | Orientale  | [ 11 ]              | LRA                                 | christlich             | Schusswaffen                          | Garamba-Nationalparks                                | 20   | 5         | LRA-Konflikt         |
| 09. Januar 2009    | Orientale  | [ 12 ]              | LRA                                 | christlich             | Schusswaffen                          | Dorf                                                 | 20   | 0         | LRA-Konflikt         |
| 11. Januar 2009    | Orientale  | [ 13 ]              | vermutlich LRA                      | christlich             | Schusswaffen                          | Dorf                                                 | 5–30 |           | LRA-Konflikt         |
| 17. Januar 2009    | Orientale  | [ 14 ]              | LRA                                 | christlich             | Brandstiftung, Äxte                   | Gläubige in Kirche, Zivilisten, Wohnungen, Geschäfte | 400  |           | LRA-Konflikt         |
| 09. Mai 2009       | Busurungi  | [ 15 ]              | vermutlich FDLR                     | hutu-nationalistisch   | Schusswaffen, Macheten, Brandstiftung | Dorf                                                 | 86   | 24        | Dritter Kongokrieg   |
| 24. Mai 2009       | nahe Dungu | [ 16 ]              | LRA                                 | christlich             | Brandstiftung                         | Dorf                                                 | 7    | 20        | LRA-Konflikt         |
| 06. August 2009    | Orientale  | [ 17 ]              | LRA                                 | christlich             | Entführung                            | Zivilisten                                           | 100  | 0         | LRA-Konflikt         |
| 12. August 2009    | Nord-Kivu  | [ 18 ]              | vermutlich FDLR, vermutlich Mai-Mai | hutu-nationalistisch   | Schusswaffen                          | Mine                                                 | 19   | 45        | Konflikt im Ostkongo |
| 25. September 2009 | Orientale  | [ 19 ]              | vermutlich LRA                      | christlich             | Macheten, Messer                      | Dorf                                                 | 22   | 0         | LRA-Konflikt         |
| 14. Dezember 2009  | Orientale  | Massaker in Makombo | LRA                                 | christlich             | Entführung                            | Dörfer                                               | 321  |           | LRA-Konflikt         |

## 2010
| Datum/Beginn     | Ort       | Artikel/Quelle | Täter          | Politische Ausrichtung | Mittel                    | Ziel | Tote | Verletzte | Hintergrund  |
| ---------------- | --------- | -------------- | -------------- | ---------------------- | ------------------------- | ---- | ---- | --------- | ------------ |
| 02. Februar 2010 | Orientale | [ 22 ]         | vermutlich LRA | christlich             | Brandstiftung, Entführung | Dorf | 74+  | 0         | LRA-Konflikt |

## 2012
| Datum/Beginn      | Ort       | Artikel/Quelle       | Täter   | Politische Ausrichtung | Mittel      | Ziel                    | Tote | Verletzte | Hintergrund          |
| ----------------- | --------- | -------------------- | ------- | ---------------------- | ----------- | ----------------------- | ---- | --------- | -------------------- |
| 01. Januar 2012   | Sud-Kivu  | [ 23 ] [ 24 ] [ 25 ] | FDLR    | hutu-nationalistisch   | Stichwaffen | Zivilisten              | 45   | 13        | Konflikt im Ostkongo |
| 04. Mai 2012      | Orientale | [ 26 ]               | Mai-Mai |                        |             | Militärstützpunkte      | 27   | 60        | Konflikt im Ostkongo |
| 14. Mai 2012      | Sud-Kivu  | [ 27 ]               | FDLR    | hutu-nationalistisch   | Macheten    | Zivilisten, UN-Soldaten | 20   | 0         | Konflikt im Ostkongo |
| 08. Oktober 2012  | Goma      | [ 28 ]               |         |                        | 2 Granaten  | Zivilisten              | 1    | 20        | Konflikt im Ostkongo |
| 19. November 2012 | Goma      | [ 29 ]               |         |                        | Rakete      | Markt                   | 4    | 20        | Konflikt im Ostkongo |

## 2013
| Datum/Beginn      | Ort       | Artikel/Quelle | Täter                          | Politische Ausrichtung | Mittel                      | Ziel                      | Tote | Verletzte | Hintergrund          |
| ----------------- | --------- | -------------- | ------------------------------ | ---------------------- | --------------------------- | ------------------------- | ---- | --------- | -------------------- |
| 24. April 2013    | Sud-Kivu  | [ 30 ]         | Colonel Albert Kahasha Militia |                        | Brandstiftung               | Militärposten, Zivilisten | 20   |           | Konflikt im Ostkongo |
| 25. Dezember 2013 | Nord-Kivu | [ 31 ]         | ADF                            |                        | Schusswaffen, Brandstiftung | Dorf                      | 40   | 16        | Konflikt im Ostkongo |

## 2014
| Datum/Beginn      | Ort       | Artikel/Quelle | Täter          | Politische Ausrichtung | Mittel                     | Ziel       | Tote | Verletzte | Hintergrund          |
| ----------------- | --------- | -------------- | -------------- | ---------------------- | -------------------------- | ---------- | ---- | --------- | -------------------- |
| 17. Oktober 2014  | Nord-Kivu | [ 32 ]         | ADF            | islamistisch           | Macheten, Beile, Hacken    | Zivilisten | 22   |           | Konflikt im Ostkongo |
| 18. Oktober 2014  | Nord-Kivu | [ 33 ]         | ADF            | islamistisch           | Macheten, Beile            | Dorf       | 21   |           | Konflikt im Ostkongo |
| 20. November 2014 | Nord-Kivu | [ 34 ] [ 35 ]  | vermutlich ADF | islamistisch           |                            | Zivilisten | 58   |           | Konflikt im Ostkongo |
| 07. Dezember 2014 | Nord-Kivu | [ 36 ]         | ADF            | islamistisch           | Äxte, Macheten, Entführung | Zivilisten | 36   | 2         | Konflikt im Ostkongo |

## 2015
| Datum/Beginn | Ort      | Artikel/Quelle | Täter | Politische Ausrichtung | Mittel       | Ziel       | Tote | Verletzte | Hintergrund        |
| ------------ | -------- | -------------- | ----- | ---------------------- | ------------ | ---------- | ---- | --------- | ------------------ |
| 01. Mai 2015 | Sud-Kivu | [ 37 ]         |       |                        | Schusswaffen | Zivilisten | 0    | 127       | Dritter Kongokrieg |

## 2016
| Datum/Beginn      | Ort       | Artikel/Quelle       | Täter                                                                  | Politische Ausrichtung | Mittel                    | Ziel                         | Tote    | Verletzte | Hintergrund          |
| ----------------- | --------- | -------------------- | ---------------------------------------------------------------------- | ---------------------- | ------------------------- | ---------------------------- | ------- | --------- | -------------------- |
| 06. Februar 2016  | Nord-Kivu | [ 38 ] [ 39 ]        | Union of Patriots for the Defense of Innocents, Nduma Defense of Congo |                        | Brandstiftung             | Dörfer                       | 21      | 40        | Konflikt im Ostkongo |
| 13. August 2016   | Beni      | [ 40 ]               | ADF                                                                    | islamistisch           | Schusswaffen, Macheten    | Zivilisten                   | 64      |           | ADF-Konflikt         |
| 08. November 2016 | Goma      | [ 41 ]               |                                                                        |                        | Sprengsatz                | MONUSCO-Soldaten, Zivilisten | 1       | 32        | Konflikt im Ostkongo |
| 27. November 2016 | Nord-Kivu | [ 42 ] [ 43 ]        | Mai-Mai                                                                |                        | Schusswaffen, Macheten    | Flüchtlinge, Soldaten        | 34 (+1) | 20        |                      |
| 24. Dezember 2016 | Nord-Kivu | [ 44 ] [ 45 ] [ 46 ] | Allied Democratic Forces                                               | islamistisch           | Gewehre, Macheten, Messer | 3 Dörfer                     | 21      | 0         |                      |

## 2017
| Datum/Beginn      | Ort                  | Artikel/Quelle | Täter                                          | Politische Ausrichtung                                    | Mittel                             | Ziel                               | Tote | Verletzte | Hintergrund        |
| ----------------- | -------------------- | -------------- | ---------------------------------------------- | --------------------------------------------------------- | ---------------------------------- | ---------------------------------- | ---- | --------- | ------------------ |
| 10. Februar 2017  | Kasaï-Central        | [ 47 ]         | Kamwina Nsapu-Miliz                            |                                                           | Schusswaffen                       | Dorf                               | 30+  |           |                    |
| 18. Februar 2017  | Nord-Kivu            | [ 48 ]         | Mai-Mai                                        |                                                           | Macheten, Schusswaffen             | Hutu-Zivilisten                    | 25   | 0         |                    |
| 24. März 2017     | Kasaï-Central        | [ 49 ]         | Kamwina Nsapu-Miliz                            |                                                           | Entführung                         | Polizisten                         | 39+  | 0         |                    |
| 27. April 2017    | Nord-Kivu            | [ 50 ] [ 51 ]  | The National Council for Renewal and Democracy |                                                           | Brandstiftung                      | Milizionäre                        | 26+  |           | Dritter Kongokrieg |
| 17. Mai 2017      | Kinshasa             | [ 52 ]         | Bundu dia Kongo                                | autonomistisch, kongolesisch-nationalistisch, neureligiös | Schusswaffen                       | Gefängnis                          | 50+  |           | Dritter Kongokrieg |
| 29. Mai 2017      | Tanganyika (Provinz) | [ 53 ]         | Twa Militia                                    |                                                           |                                    | Zivilisten                         | 7    | 33        | Dritter Kongokrieg |
| 04. August 2017   | Tanganyika (Provinz) | [ 54 ]         | Twa Militia                                    |                                                           |                                    | Dorf                               | 55+  |           | Dritter Kongokrieg |
| 07. Oktober 2017  | Nord-Kivu            | [ 55 ]         | ADF                                            | islamistisch                                              | Schusswaffen, Macheten, Entführung | Motorradkonvoi, Zivilisten, Soldat | 26   |           | Dritter Kongokrieg |
| 07. Dezember 2017 | Nord-Kivu            | [ 56 ]         | ADF                                            | islamistisch                                              | Schusswaffen                       | Militärstützpunkt                  | 20   | 53        | Dritter Kongokrieg |

## 2018
| Datum/Beginn       | Ort                | Artikel/Quelle              | Täter | Politische Ausrichtung | Mittel                                                             | Ziel       | Tote | Verletzte | Hintergrund    |
| ------------------ | ------------------ | --------------------------- | ----- | ---------------------- | ------------------------------------------------------------------ | ---------- | ---- | --------- | -------------- |
| 19. Januar 2018    | Nord-Kivu          | [ 57 ]                      | ADF   | islamistisch           | Schusswaffen                                                       | Soldaten   | 22   | 20        | ADF-Konflikt   |
| 05. März 2018      | Nord-Kivu          | [ 58 ]                      | ADF   | islamistisch           | Schusswaffen, Brandstiftung, Entführung                            |            | 20   |           | ADF-Konflikt   |
| 12. März 2018      | Ituri (Provinz)    | [ 59 ] [ 60 ] [ 61 ]        |       |                        | Sturmgewehre, Macheten, Pfeil und Bogen                            | Zivilisten | 22   |           | Ituri-Konflikt |
| 22. September 2018 | Beni               | [ 62 ] [ 63 ]               | ADF   | islamistisch           | Schusswaffen, Macheten, Äxte, Messer                               | Soldaten   | 24   | 21        | ADF-Konflikt   |
| 16. Dezember 2018  | Bandundu (Provinz) | [ 64 ] [ 65 ] [ 66 ] [ 67 ] |       |                        | Schusswaffen, Macheten, Pfeil und Bogen, Brandstiftung, Entführung | Dörfer     | 890  | 82        |                |

## 2019
| Datum/Beginn      | Ort             | Artikel/Quelle | Täter                               | Politische Ausrichtung | Mittel                      | Ziel                        | Tote | Verletzte | Hintergrund          |
| ----------------- | --------------- | -------------- | ----------------------------------- | ---------------------- | --------------------------- | --------------------------- | ---- | --------- | -------------------- |
| 15. Mai 2019      | Ituri (Provinz) | [ 68 ] [ 69 ]  | vermutlich FRPI                     |                        | Schusswaffen                | Markt                       | 21   | 11        | Konflikt im Ostkongo |
| 07. Juni 2019     | Ituri (Provinz) | [ 70 ] [ 71 ]  | Hema-Milizionäre, Lendu-Milizionäre |                        | Schusswaffen                | Dörfer                      | 240+ |           | Konflikt im Ostkongo |
| 18. Juni 2019     | Sud-Kivu        | [ 72 ]         | RED-Tabara, Mai-Mai                 |                        | Schusswaffen, Brandstiftung | Zivilisten                  | 36   |           | Dritter Kongokrieg   |
| 22. Juni 2019     | Sud-Kivu        | [ 73 ] [ 74 ]  | RED-Tabara, Mai-Mai                 |                        | Schusswaffen                | Zivilisten                  | 24   | 0         | Dritter Kongokrieg   |
| 11. Dezember 2019 | Beni            | [ 75 ]         | ADF                                 | islamistisch           | Stichwaffen                 | Militärstützpunkt, Soldaten | 22   |           | ADF-Konflikt         |
| 15. Dezember 2019 | Nord-Kivu       | [ 76 ] [ 77 ]  | ADF                                 | islamistisch           | Schusswaffen, Macheten      | Dörfer                      | 22   | 0         | ADF-Konflikt         |

## 2020
| Datum/Beginn       | Ort                  | Artikel/Quelle                                   | Täter                                                   | Politische Ausrichtung           | Mittel                                  | Ziel                             | Tote     | Verletzte | Hintergrund        |
| ------------------ | -------------------- | ------------------------------------------------ | ------------------------------------------------------- | -------------------------------- | --------------------------------------- | -------------------------------- | -------- | --------- | ------------------ |
| 29. Januar 2020    | Nord-Kivu            | [ 78 ] [ 79 ] [ 80 ] [ 81 ]                      | ADF                                                     | islamistisch                     | Sturmgewehre, Macheten                  | Dörfer                           | 36       | 6         | ADF-Konflikt       |
| 01. Februar 2020   |                      | [ 82 ] [ 83 ] [ 84 ] [ 85 ] [ 86 ] [ 87 ] [ 88 ] | ADF                                                     | islamistisch                     | Schusswaffen, Macheten                  | Dörfer                           | 62       |           | ADF-Konflikt       |
| 07. Februar 2020   | Beni                 | [ 89 ]                                           | ADF                                                     | islamistisch                     | Messer, Brandstiftung                   | Zivilisten                       | 20       |           | ADF-Konflikt       |
| 18. Februar 2020   | Nord-Kivu            | [ 90 ] [ 91 ] [ 92 ]                             | ADF                                                     | islamistisch                     | Schusswaffen, Brandstiftung             | Dörfer                           | 30       | 0         | ADF-Konflikt       |
| 28. Februar 2020   | Ituri                | [ 93 ]                                           | CODECO                                                  | christlich-animistisch           | Schusswaffen, Macheten                  | Zivilisten                       | 24       | 2         | Ituri-Konflikt     |
| 12. April 2020     | Ituri (Provinz)      | [ 94 ] [ 95 ] [ 96 ]                             | CODECO                                                  | christlich-animistisch           |                                         | Dorf                             | 22       |           | Ituri-Konflikt     |
| 24. April 2020     | Nationalpark Virunga | [ 97 ] [ 98 ]                                    | vermutlich Forces Démocratiques de Libération du Rwanda | Hutu-Power (rechtsextremistisch) | Schusswaffen, Brandstiftung             | Sicherheitskräfte, Zivilisten    | 17       | 5         | Dritter Kongokrieg |
| 24. April 2020     | Ituri (Provinz)      | [ 99 ]                                           | CODECO                                                  | christlich-animistisch           | Macheten                                | Dorf                             | 13 (+10) | 20        | Ituri-Konflikt     |
| 17. Mai 2020       | Ituri (Provinz)      | [ 100 ] [ 101 ]                                  | CODECO                                                  | christlich-animistisch           | Schusswaffen, Macheten                  | Dorf                             | 20       | 14        | Ituri-Konflikt     |
| 25. Mai 2020       | Ituri (Provinz)      | [ 102 ] [ 103 ] [ 104 ] [ 105 ]                  | ADF                                                     | islamistisch                     | Schusswaffen, Macheten                  | Dorf                             | 40       | 0         | ADF-Konflikt       |
| 27. Mai 2020       | Nord-Kivu            | [ 106 ]                                          | ADF                                                     | islamistisch                     |                                         | Milizionäre                      | 23 (+7)  |           | ADF-Konflikt       |
| 20. Juni 2020      | Nord-Kivu            | [ 107 ] [ 108 ]                                  | ADF                                                     | islamistisch                     |                                         | Dörfer                           | 20       |           | ADF-Konflikt       |
| 08. Juli 2020      | Ituri (Provinz)      | [ 109 ] [ 110 ]                                  | CODECO                                                  | christlich-animistisch           |                                         | Dorf                             | 25       | 10        | Ituri-Konflikt     |
| 09. Juli 2020      | Ituri (Provinz)      | [ 111 ]                                          | CODECO                                                  | christlich-animistisch           |                                         | Zivilisten                       | 25       | 10        | Ituri-Konflikt     |
| 16. Juli 2020      | Sud-Kivu             | Kipupu-Massaker                                  | Milizionäre                                             |                                  | Brandstiftung                           | Zivilisten                       | 220      |           | Dritter Kongokrieg |
| 24. August 2020    | Nord-Kivu            | [ 113 ]                                          | ADF                                                     | islamistisch                     |                                         | Zivilisten                       | 20       |           | ADF-Konflikt       |
| 26. August 2020    | Nord-Kivu            | [ 114 ]                                          | ADF                                                     | islamistisch                     |                                         | Dörfer                           | 20       |           | ADF-Konflikt       |
| 08. September 2020 | Ituri                | [ 115 ] [ 116 ] [ 117 ]                          | ADF                                                     | islamistisch                     | Schusswaffen, Macheten, Entführung      | Zivilisten                       | 58       |           | ADF-Konflikt       |
| 19. Oktober 2020   | Sud-Kivu             | [ 118 ]                                          | Ngumino-Twigwaneho-Koalition, Mai-Mai-Milizionäre       |                                  |                                         | Milizionäre, Zivilisten          | 20 (+20) |           | ADF-Konflikt       |
| 29. Oktober 2020   | Nord-Kivu            | [ 119 ]                                          | NDC-R                                                   |                                  |                                         | Zivilisten                       | 48       |           | Dritter Kongokrieg |
| 31. Oktober 2020   | Nord-Kivu            | [ 120 ] [ 121 ]                                  | ADF                                                     | islamistisch                     | Schusswaffen, Brandstiftung, Entführung | Dorf, Gesundheitszentrum, Kirche | 21       |           | ADF-Konflikt       |
| 17. November 2020  | Nord-Kivu            | [ 122 ] [ 123 ]                                  | ADF                                                     | islamistisch                     | Entführung, Exekution                   | Dorf, Zivilisten                 | 35       |           | ADF-Konflikt       |
| 11. Dezember 2020  | Nord-Kivu            | [ 124 ] [ 125 ]                                  | ADF                                                     | islamistisch                     | Entführung, Brandstiftung               | Dorf, Journalist, Zivilisten     | 27       |           | ADF-Konflikt       |
| 31. Dezember 2020  | Nord-Kivu            | [ 126 ] [ 127 ]                                  | ADF                                                     | islamistisch                     | Entführung, Macheten, Brandstiftung     | Zivilisten                       | 25       |           | ADF-Konflikt       |

## 2021
| Datum/Beginn       | Ort                  | Artikel/Quelle  | Täter          | Politische Ausrichtung | Mittel                       | Ziel                              | Tote    | Verletzte | Hintergrund        |
| ------------------ | -------------------- | --------------- | -------------- | ---------------------- | ---------------------------- | --------------------------------- | ------- | --------- | ------------------ |
| 04. Januar 2021    | Nord-Kivu            | [ 128 ]         | ADF            | islamistisch           | Macheten, Entführung         | Dorf, Zivilisten                  | 22      |           | ADF-Konflikt       |
| 14. Januar 2021    | Ituri (Provinz)      | [ 129 ]         | vermutlich ADF | islamistisch           |                              | Dorf                              | 46      |           | ADF-Konflikt       |
| 16. März 2021      | Ituri (Provinz)      | [ 130 ]         | CODECO         | christlich-animistisch |                              | Dörfer                            | 16 (+1) | 40        | Ituri-Konflikt     |
| 31. März 2021      | Nord-Kivu            | [ 131 ]         | ADF            | islamistisch           |                              | Dorf                              | 23 (+2) |           | ADF-Konflikt       |
| 09. Mai 2021       | Tanganyika (Provinz) | [ 132 ]         | Twa-Miliz      |                        | Pfeil und Bogen              | Dorf, Soldat, Zivilisten          | 21      |           |                    |
| 11. Mai 2021       | Ituri (Provinz)      | [ 133 ]         | ADF            | islamistisch           | Entführung                   | Dörfer                            | 21      |           | ADF-Konflikt       |
| 27. Mai 2021       | Nord-Kivu            | [ 134 ]         | vermutlich ADF | islamistisch           | Messer, Macheten, Entführung | Dörfer, Zivilisten                | 22      |           | ADF-Konflikt       |
| 31. Mai 2021       | Ituri (Provinz)      | [ 135 ] [ 136 ] | vermutlich ADF | islamistisch           |                              | Dörfer, Zivilisten                | 70+     |           | ADF-Konflikt       |
| 04. September 2021 | Ituri (Provinz)      | [ 137 ]         | ADF            | islamistisch           | Schusswaffen, Macheten       | Zivilisten                        | 30      |           | ADF-Konflikt       |
| 11. November 2021  | Nord-Kivu            | [ 138 ]         | ADF            | islamistisch           | Brandstiftung, Entführung    | Dorf, Gebäude, Gesundheitszentrum | 38      | 3         | ADF-Konflikt       |
| 21. November 2021  | Ituri (Provinz)      | [ 139 ]         | CODECO         | christlich-animistisch | Brandstiftung                | Dörfer                            | 29      |           | Ituri-Konflikt     |
| 23. November 2021  | Ituri (Provinz)      | [ 140 ]         | ADF            | islamistisch           | Entführung                   | Dörfer                            | 20      |           | ADF-Konflikt       |
| 16. Dezember 2021  | Ituri (Provinz)      | [ 141 ]         | ADF            | islamistisch           | Brandstiftung                | Dörfer                            | 22      |           | ADF-Konflikt       |
| 22. Dezember 2021  | Ituri (Provinz)      | [ 142 ]         | Zaïre-FPAC     |                        | Brandstiftung                | Dorf                              | 32      |           | Dritter Kongokrieg |

## 2022
| Datum/Beginn     | Ort             | Artikel/Quelle | Täter          | Politische Ausrichtung | Mittel        | Ziel                 | Tote | Verletzte | Hintergrund    |
| ---------------- | --------------- | -------------- | -------------- | ---------------------- | ------------- | -------------------- | ---- | --------- | -------------- |
| 02. Februar 2022 | Ituri (Provinz) | [ 143 ]        | CODECO         | christlich-animistisch | Macheten      | Flüchtlingslager     | 63   |           | Ituri-Konflikt |
| 03. April 2022   | Masambo         | [ 144 ]        | vermutlich ADF | islamistisch           |               | Dorf                 | 21   |           | ADF-Konflikt   |
| 08. Mai 2022     | Ituri (Provinz) | [ 145 ]        | CODECO         | christlich-animistisch | Schusswaffen  | Goldmine, Zivilisten | 35   |           | Ituri-Konflikt |
| 07. August 2022  | Ituri (Provinz) | [ 146 ]        | vermutlich ADF | islamistisch           | Brandstiftung | Dörfer               | 20   |           | ADF-Konflikt   |
| 30. August 2022  | Nord-Kivu       | [ 147 ]        | ADF            | islamistisch           | Entführung    | Dörfer               | 40+  |           | ADF-Konflikt   |

## 2023
| Datum/Beginn      | Ort             | Artikel/Quelle  | Täter  | Politische Ausrichtung | Mittel                              | Ziel                     | Tote | Verletzte | Hintergrund    |
| ----------------- | --------------- | --------------- | ------ | ---------------------- | ----------------------------------- | ------------------------ | ---- | --------- | -------------- |
| 15. Januar 2023   | Nord-Kivu       | [ 148 ] [ 149 ] | ADF    | islamistisch           | Sprengstoff                         | Kirche                   | 17   | 39        | ADF-Konflikt   |
| 08. März 2023     | Nord-Kivu       | [ 150 ]         | ADF    | islamistisch           | Macheten                            | Dorf                     | 40   |           | ADF-Konflikt   |
| 07. April 2023    | Nord-Kivu       | [ 151 ]         | ADF    | islamistisch           | Macheten                            | Dorf                     | 20   |           | ADF-Konflikt   |
| 14. April 2023    | Ituri (Provinz) | [ 152 ]         | CODECO | christlich-animistisch | Brandstiftung                       | Dorf                     | 30   |           | Ituri-Konflikt |
| 12. Juni 2023     | Ituri (Provinz) | [ 153 ]         | CODECO | christlich-animistisch | Schusswaffen, Messer, Brandstiftung | Flüchtlingslager         | 46   |           | Ituri-Konflikt |
| 12. November 2023 | Nord-Kivu       | [ 154 ]         | ADF    | islamistisch           | Exekution                           | Dorf, Soldat, Zivilisten | 33   |           | ADF-Konflikt   |

## 2024
| Datum/Beginn    | Ort             | Artikel/Quelle  | Täter                        | Politische Ausrichtung | Mittel                                | Ziel             | Tote    | Verletzte | Hintergrund        |
| --------------- | --------------- | --------------- | ---------------------------- | ---------------------- | ------------------------------------- | ---------------- | ------- | --------- | ------------------ |
| 23. Januar 2024 | Nord-Kivu       | [ 155 ]         | Bewegung 23. März            |                        | Mörser                                | Dorf, Zivilisten | 19      | 26        | Dritter Kongokrieg |
| 03. Mai 2024    | Nord-Kivu       | [ 156 ] [ 157 ] | vermutlich Bewegung 23. März |                        | Sprengstoff                           | Flüchtlingslager | 35      | 20+       | Dritter Kongokrieg |
| 26. Mai 2024    | Nord-Kivu       | [ 158 ]         | ADF                          | islamistisch           | Schusswaffen, Macheten                | Dörfer           | 41      |           | ADF-Konflikt       |
| 20. Juni 2024   | Ituri (Provinz) | [ 159 ]         | CODECO                       | christlich-animistisch | Schusswaffen, Macheten, Brandstiftung | Dörfer           | 23      |           | Ituri-Konflikt     |
| 13. Juli 2024   | Ituri (Provinz) | [ 160 ]         | CODECO                       | christlich-animistisch |                                       | Miliz, Soldaten  | 19 (+7) | 5         | Ituri-Konflikt     |